# Jimmy Mainfroi
Jimmy Mainfroi (Mâcon, 28 maart 1983) is een Franse voetballer (verdediger) die sinds 2007 voor de Franse tweedeklasser Grenoble Foot uitkomt. Voordien speelde hij voor Montpellier HSC.